# Mighty Like a Moose
Mighty Like a Moose è una comica muta del 1926 diretta da Leo McCarey con protagonista Charley Chase.
Il film, distribuito il 18 luglio 1926, è stato scelto dalla preservazione nel National Film Registry nella Biblioteca del Congresso degli Stati Uniti nel 2007.

## Trama
Il signore e la signora Moose non sono belli. Ma dopo che egli ha riparato i suoi denti ed ella ha rifatto il suo naso essi sembrano ottimi. Essi si incontrano per caso e non si riconoscono. Fanno i piani per un illecito incontro, entrambi nervosi per i loro coniugi, ma felici di sembrare attraenti per la prima volta. Il solo problema: come impedire di essere scoperti dai rispettivi coniugi.